# Deportació dels indis dels Estats Units

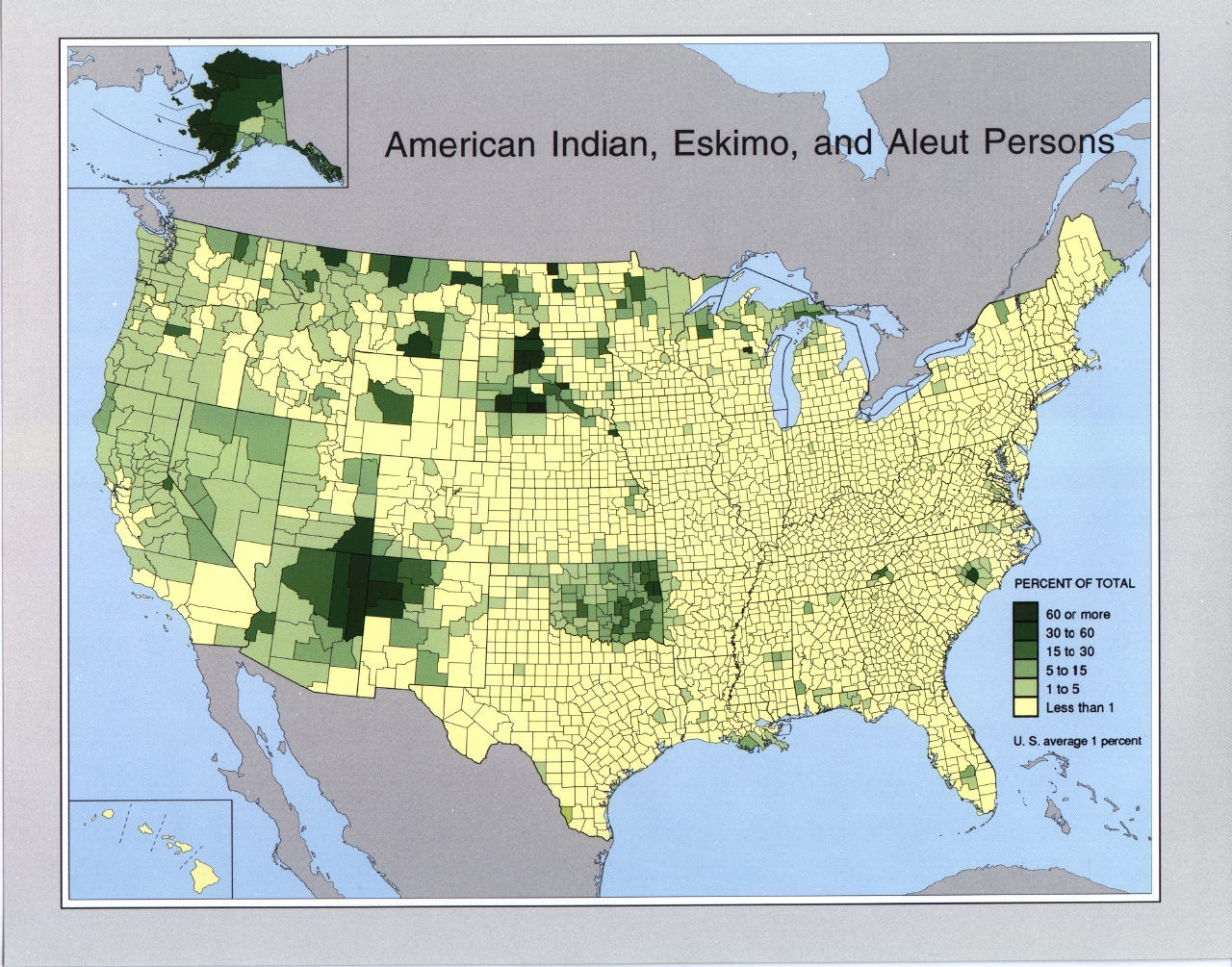
Els nadius americans es concentren, actualment, a l'oest dels Estats Units.

La deportació dels indis dels Estats Units, que es denomina oficialment indian removal ("desplaçament dels indis"), fou una política del govern dels Estats Units durant la primera meitat del segle xix que va comportar la deportació pràcticament total de les nacions índies de l'est cap al Far West.

## Assimilació o desplaçament voluntari
Des de la presidència de Thomas Jefferson, la política estatunidenca en aquesta qüestió fou la d'autoritzar els indis a romandre a l'est del Mississipi, sempre que haguessin estat assimilats o "civilitzats". L'objectiu inicial d'aquesta política era fer-los abandonar la seva pròpia cultura, religió i modes de vida en favor de la cultura europea, de la religió cristiana i d'un mode de vida sedentari agrícola. Jefferson confiava que, assimilant-los, i després de fer-los abandonar els seus mitjans de vida tradicionals (cacera), els indis esdevindrien econòmicament dependents del comerç i del poder econòmic dels americans blancs, i que, d'aquesta manera, estarien disposats a renunciar a les seves terres ancestrals a canvi de béns materials.
En una carta a William Henry Harrison, Jefferson va escriure el 1803: 
| « | Per promoure aquesta disposició a intercanviar unes terres que ells tenen desocupades i que nosaltres volem, perquè les necessitem, per unes altres que nosaltres no ocupem i que ells volen (sic), impulsarem el nostre comerç, i veuran de bon grat com alguns individus bons i influents entre la seva gent comencen a endeutar-se, i ja sabem que quan els deutes són més del que la gent pot pagar, tothom està disposat a liquidar-los cedint les seves terres... D'aquesta manera, la nostra colonització anirà envoltant i aproximant-se gradualment als indis, i ells, amb el temps, s'hauran d'assimilar a nosaltres com a ciutadans dels Estats Units, o bé anar-se'n més enllà del Mississipi. Aquesta és la millor manera per a ells mateixos de posar punt final a la seva història; però, perquè tot això vagi així, és imprescindible cultivar la seva amistat. Per fer-los por, hem de pressuposar que, amb la nostra força i la seva feblesa, és evident que ells han d'entendre que només ens cal tancar la mà per esclafar-los, i que tota la nostra generositat envers ells s'explica únicament per raons humanitàries. Si qualsevol tribu fos prou valenta per decidir-se d'una vegada (però la totalitat de la tribu), i marxessin cap a l'altra banda del Mississippí, com a única condició per a la pau, seria un exemple per als altres, i un gran pas per a la nostra consolidació definitiva. | » |

L'adquisició de les terres dels nadius va ser un procés molt llarg, i cada pas es va intentar cobrir jurídicament per un tractat, però de vegades es va emprar la força directament. Al principi del segle xix, la noció de "terres d'intercanvi" fou desenvolupada i escrita en alguns tractats de cessió territorial. Cada tribu índia renunciaria a les seves terres de l'est del país a canvi d'una peça de terra igual o comparable a l'oest del riu Mississippí (com si aquella regió es trobés deserta, i no hi visquessin ja altres tribus). Aquesta idea la va proposar Thomas Jefferson des del 1803, però no es va començar a reflectir en els tractats fins al 1817, quan la Nació Cherokee acceptà cedir una gran extensió de terres a l'est per un territori de les mateixes dimensions on ara hi ha l'estat d'Arkansas. Tot seguit es van anar signant molts altres tractats d'aquest estil, però finalment aquest procés va desembocar en l'Indian Removal Act.

## La deportació forçosa

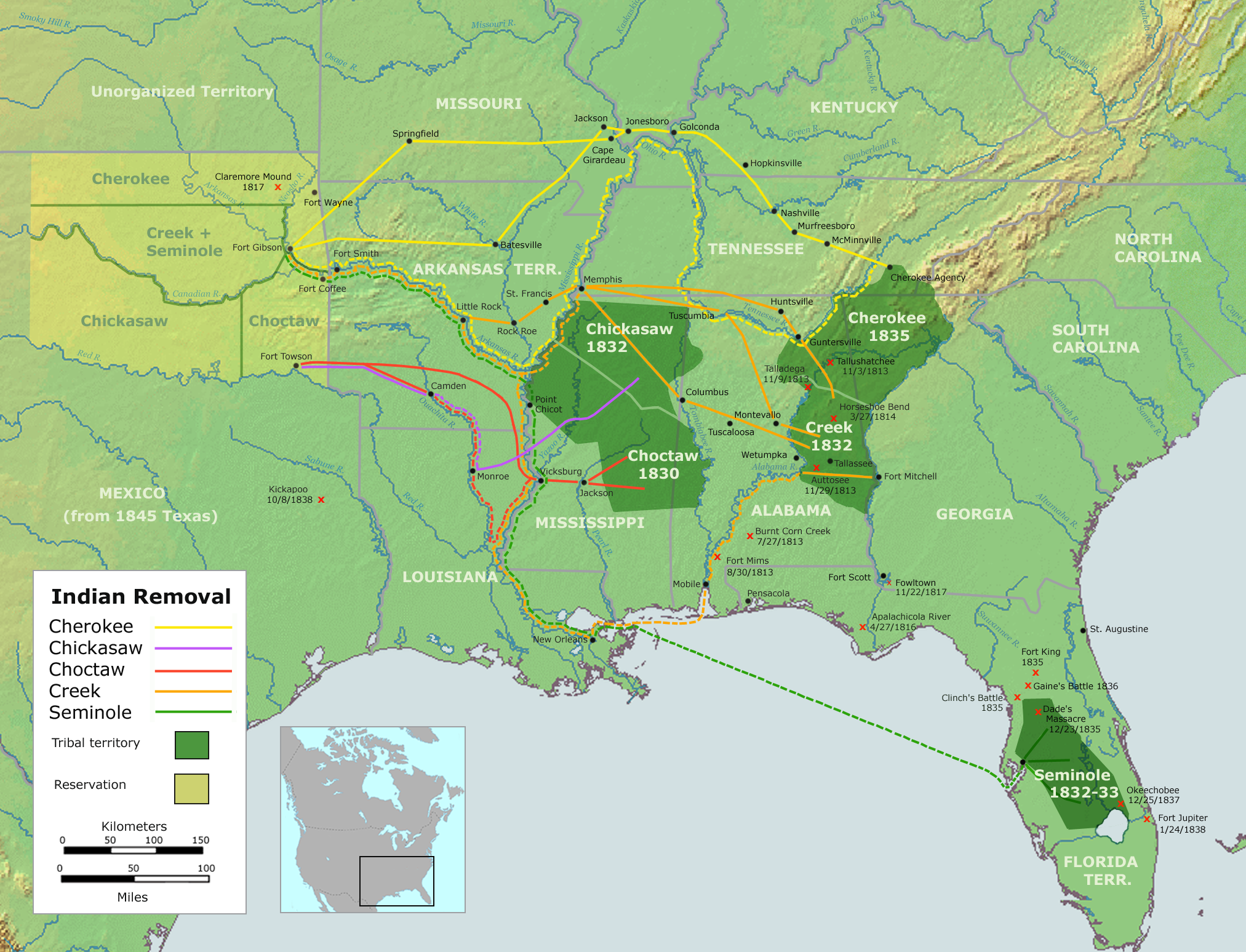
Trajectes de les deportacions de les nacions ameríndies del sud-est, anomenats "camí de les llàgrimes".

El 1830, una part de les Cinc tribus civilitzades (Cherokee, Chickasaw, choctaw, Creek i Seminola), encara romanien a l'est del Mississipi, mentre altres ja s'havien traslladat als nous Territoris Indis. Aquests pobles eren anomenats "civilitzats" perquè havien adoptat majoritàriament els costums europeus i, fins i tot, la religió cristiana. Els cherokees tenien una escriptura pròpia per a la seva llengua, creada per Sequoyah, i publicaven un diari en llengua cherokee i en anglès.
Malgrat aquesta aculturació i acceptació de la llei, les tribus no tenien assegurada la seva estabilitat. Molts colons i especuladors blancs, senzillament, desitjaven la terra que ocupaven les tribus, sense oblidar que s'hi havien trobat riqueses minerals importants. També hi havia qui pensava que la permanència de les tribus era una amenaça per a la pau i la seguretat, basant-se en el record de les guerres que hi havia hagut entre els Estats Units i les nacions índies, que en alguns casos havien estat armades per potències estrangeres, com ara el Regne Unit i Espanya.
En aquesta línia, els governs dels diversos estats desitjaven que totes les terres tribals dins de les seves fronteres es posessin sota la jurisdicció estatal. El 1830, Geòrgia va aprovar una llei per prohibir als blancs viure als territoris indis després del 31 de març de 1831 sense permís de l'Estat. Aquesta llei es va pensar per fer fora els missioners blancs que estaven ajudant als indis a resistir-se al desplaçament.
L'organitzador de missions Jeremiah Evarts va engrescar la Nació Cherokee a portar el seu cas a la Cort Suprema dels Estats Units. El tribunal, presidit pel magistrat John Marshall, va dictaminar que mentre les tribus fossin nacions sobiranes, les lleis estatals no es podrien aplicar a les terres tribals. S'atribueix al president Andrew Jackson que va respondre al tribunal en to desafiant: "John Marshall ha pres la seva decisió. Ara, que la faci complir!". Potser Jackson no ho va dir, això, però sí que és cert que no va fer cap esforç per protegir les tribus dels governs estatals.
Andrew Jackson i altres candidats del nou Partit Demòcrata van fer del desplaçament dels indis el principal objectiu de la campanya electoral de 1828. I, efectivament, el 26 de maig de 1830, el Congrés va aprovar l’Indian Removal Act (llei de desplaçament dels indis), a proposta del president Andrew Jackson, i amb l'oposició de Theodore Frelinghuysen. La llei va autoritzar el govern a negociar "tractats de desplaçament" amb diverses tribus a l'efecte de deportar tots els indis que vivien als territoris compresos entre els tretze Estats fundacionals i el riu Mississippí, cap a un territori situat a l'oest d'aquest riu, sense que hi hagués cap possibilitat de negar-s'hi. Les deportacions de milers de persones es van generalitzar de seguida i van prendre un caràcter massiu sense precedents. Els choctaw van ser els primers a signar un tractat inspirat en aquesta llei: de 14.000 indis choctaw que van marxar cap a l'oest, només uns 7.000 van arribar vius al Mississipi. Quan van arribar a Little Rock, el cap dels choctaw va declarar al diari Arkansas Gazette que el desplaçament havia estat un "camí de llàgrimes i mort". Altres tractats similars van seguir, amb el resultat de la deportació forçosa de 60.000 persones a través del Camí de les Llàgrimes fins a Oklahoma. El més greu és que moltes d'aquestes persones no van arribar vives al seu destí.
Les Cinc tribus civilitzades foren reinstal·lades al nou Territori Indi, a l'actual Oklahoma i una part de Kansas. Alguns indis van poder evitar la deportació, ja que els que tenien terres pròpies, fora dels dominis tribals, no hi estaven obligats. Els que van restar a l'est van acabar constituint nous grups tribals, com ara l'Eastern Band Cherokee, localitzada a Carolina del Nord.
El 1835 els seminoles es van negar a deixar Florida i van iniciar la Segona Guerra Seminola, sota el lideratge del cap Osceola. Refugiats a la zona dels Everglades de Florida, Osceola i la seva banda atacaven l'exèrcit per sorpresa i el van derrotar en molts combats. El 1837 Osceola fou capturat per engany i violant la treva per ordre del general T. S. Jesup quan es va apropar per negociar la pau. Osceola va morir a la presó, però els seminoles van continuar lluitant. Alguns es van amagar a les profunditats dels Everglades, mentre la resta eren traslladats a l'oest. La Segona guerra seminola va acabar el 1842.

## Les xifres de la deportació de les "Cinc tribus civilitzades"
| Nació     | Població a l'est del Mississippí abans dels tractats de desplaçament | Tractat de desplaçament (any de signatura) | Anys que es van fer el gruix de les deportacions | Nombre total de deportats     | Nombre dels que resten a la zona del sud-est | Morts durant la deportació                      | Morts per guerres de resistència |
| --------- | -------------------------------------------------------------------- | ------------------------------------------ | ------------------------------------------------ | ----------------------------- | -------------------------------------------- | ----------------------------------------------- | -------------------------------- |
| choctaw   | 19.554 + 6000 esclaus negres                                         | Tractat de Dancing Rabbit Creek (1830)     | 1831-1836                                        | 12.500                        | 7.000                                        | entre 2.000 i més de 4.000 (pel còlera)         | ?                                |
| Creek     | 22.700 + 900 esclaus negres                                          | Tractat de Cusseta (1832)                  | 1834-1837                                        | 19.600                        | ?                                            | 3.500 (per malalties, després de la deportació) | ? (Segona Guerra Creek)          |
| Chickasaw | 4.914 + 1.156 esclaus negres                                         | Tractat de Pontotoc Creek (1832)           | 1837-1847                                        | més de 4.000                  | diversos centenars                           | entre 500 i 800                                 | ?                                |
| Cherokee  | 21.500 + 2.000 esclaus negres                                        | Tractat de New Echota (1835)               | 1836-1838                                        | 20.000 + 2.000 esclaus negres | 1.000                                        | entre 2.000 i 8.000                             | ?                                |
| Seminola  | 5.000 + negres fugits de l'esclavitud                                | Tractat de Payne's Landing (1832)          | 1832-1842                                        | 2.833                         | entre 250 i 500                              |                                                 | 700 (Segona Guerra Seminola)     |

Nota: algunes xifres de la taula precedent han estat arrodonides, o bé són estimatives.

## Les deportacions al nord
Les tribus del nou Territori d'Oregon, al nord-oest dels Estats Units eren molt més petites i fragmentades que les Cinc tribus civilitzades, i tot el procés de tractats i deportacions es va fer molt més a poc a poc: és el cas de nombroses bandes d'indis shawnee, ottawa, potawatomi, sauk i fox, entre d'altres. Però no van faltar tampoc les reaccions: el 1832, el cap sauk Black Hawk va conduir una banda mixta d'indis sauk i fox de retorn a les seves terres originàries a Illinois, cosa que va provocar una guerra en què l'exèrcit federal i la milícia d'Illinois van desfer la banda rebel.
Els iroquesos també van ser considerats dins del pla de deportacions, i el Tractat de Buffalo Creek va establir que serien desplaçats a una terra situada a Wisconsin i Kansas. Tanmateix, l'empresa que havia de comprar les seves terres se'n va desdir, i els tractats subsegüents de 1842 i 1857 van acabar respectant la major part de les reserves iroqueses sense tocar-les. Només la reserva de Buffalo Creek fou dissolta i els seus habitants deportats; una petita part del seu territori va ser recomprat un segle més tard per la nació iroquesa per instal·lar-hi un casino.